# 두바이 워터프런트

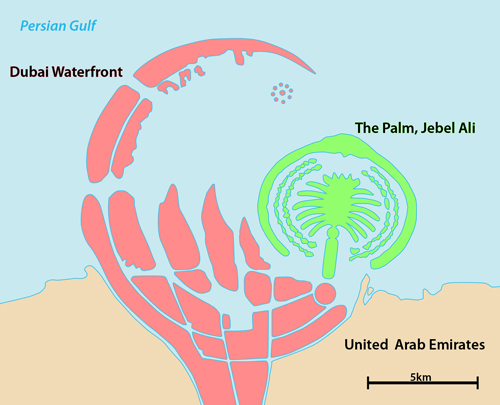

두바이 워터프런트는 뉴욕의 맨해튼을 능가하는 두바이의 인공 섬으로, 완성되면 70만 명 이상이 살 수 있고 부르즈 할리파를 능가하는 나킬 타워가 지어질 예정이다.

## 같이 보기
- 더 월드
- 디 유니버스